# لی کلارک (بازیکن فوتبال)
لی کلارک (انگلیسی: Lee Clark؛ زادهٔ ۲۷ اکتبر ۱۹۷۲) یک بازیکن فوتبال اهل بریتانیا است.